# Tymin
Tymin – wieś w Polsce położona w województwie lubelskim, w powiecie tomaszowskim, w gminie Tarnawatka.
| SIMC    | Nazwa         | Rodzaj    |
| ------- | ------------- | --------- |
| 0901200 | Hatczyska     | część wsi |
| 0901217 | Kolonia Tymin | część wsi |

W latach 1975–1998 miejscowość administracyjnie należała do województwa zamojskiego.
Wieś jest sołectwem w gminie Tarnawatka. Według Narodowego Spisu Powszechnego z roku 2011 wieś liczyła 277 mieszkańców.
Wierni Kościoła rzymskokatolickiego należą do parafii Przemienienia Pańskiego w Rachaniach.